# Gastrotheca pseustes
Gastrotheca pseustes es una especie de anfibios de la familia Amphignathodontidae.
Es endémica de Ecuador.
Su hábitat natural incluye montanos tropicales o subtropicales secos, zonas de arbustos a gran altitud, praderas tropicales o subtropicales a gran altitud, ríos, marismas de agua dulce, corrientes intermitentes de agua dulce, tierras de pastos y zonas previamente boscosas ahora muy degradadas.
Está amenazada de extinción por la pérdida de su hábitat natural.